# Marina Silvaová
Marina Silvaová, plným nepřechýleným jménem María Osmarina Marina Silva Vaz de Lima (* 8. února 1958, Rio Branco) je brazilská politička a ekoložka, v současnosti ministryně životního prostředí a klimatické změny.

## Biografie
Narodila se jako jedno z dvanácti dětí v rodině chudých sběračů kaučuku, číst a psát se naučila až v šestnácti letech. Podporovala Chica Mendese v jeho boji za záchranu pralesů, v roce 1994 byla zvolena senátorkou za Partido dos Trabalhadores. V letech 2003 až 2008 byla ministryní životního prostředí. Odstoupila pro neshody se stranickým vedením a stala se v roce 2009 členkou Brazilské strany zelených.
V roce 2010 kandidovala v prezidentských volbách a se ziskem 19,33 procent hlasů skončila na třetím místě. V roce 2013 založila vlastní stranu Rede Sustentabilidade (Síť udržitelnosti), kterou ale Nejvyšší soud odmítl zaregistrovat, protože nepředložila povinného půl milionu podpisů. Poté Marina Silvaová vstoupila do Partido Socialista Brasileiro. Získala za ni nominaci na post viceprezidentky ve volbách 2014.
Když 13. srpna 2014 zahynul při leteckém neštěstí prezidentský kandidát socialistů Eduardo Campos, postoupila na jeho místo. Podle průzkumu agentury Datafolha uveřejněného 3. září 2014 měla podporu 34 % voličů a byla těsně druhá za úřadující prezidentkou Dilmou Rousseffovou. Na třetím místě byl kandidát sociálních demokratů Aecio Neves se zhruba 15 %. Zároveň průzkum předpověděl, že v případě postupu do druhého kola má Marina Silvaová větší šanci získat hlasy od voličů vyřazených kandidátů a porazila by proto Rousseffovou poměrem 50:40.
Po těchto zprávách se stala Marina Silvaová terčem tvrdé kampaně svých protikandidátů, která poukazovala na její nezkušenost, individualismus, politickou izolovanost (socialisté mají pouze 34 poslanců z 513 a 3 senátory z 81, takže nemohou nic důležitého prosadit), financování kampaně finančními spekulanty (slíbila odstranění státního dohledu nad centrální bankou), nábožensky konzervativní názory a příliš ambiciózní ekologický program, který by ohrozil pracovní místa zejména v zemědělství a těžebním průmyslu. Tato varování na velkou část voličů zabrala. V prvním kole voleb, které proběhlo 5. října 2014, získala Marina Silvaová pouze 22 176 619 (21,32%) hlasů, obsadila třetí místo za Rouseffovou a Nevesem a do druhého kola 26. října nepostoupila. Vyhrála pouze ve státech Acre a Pernambuco.

## Zajímavosti

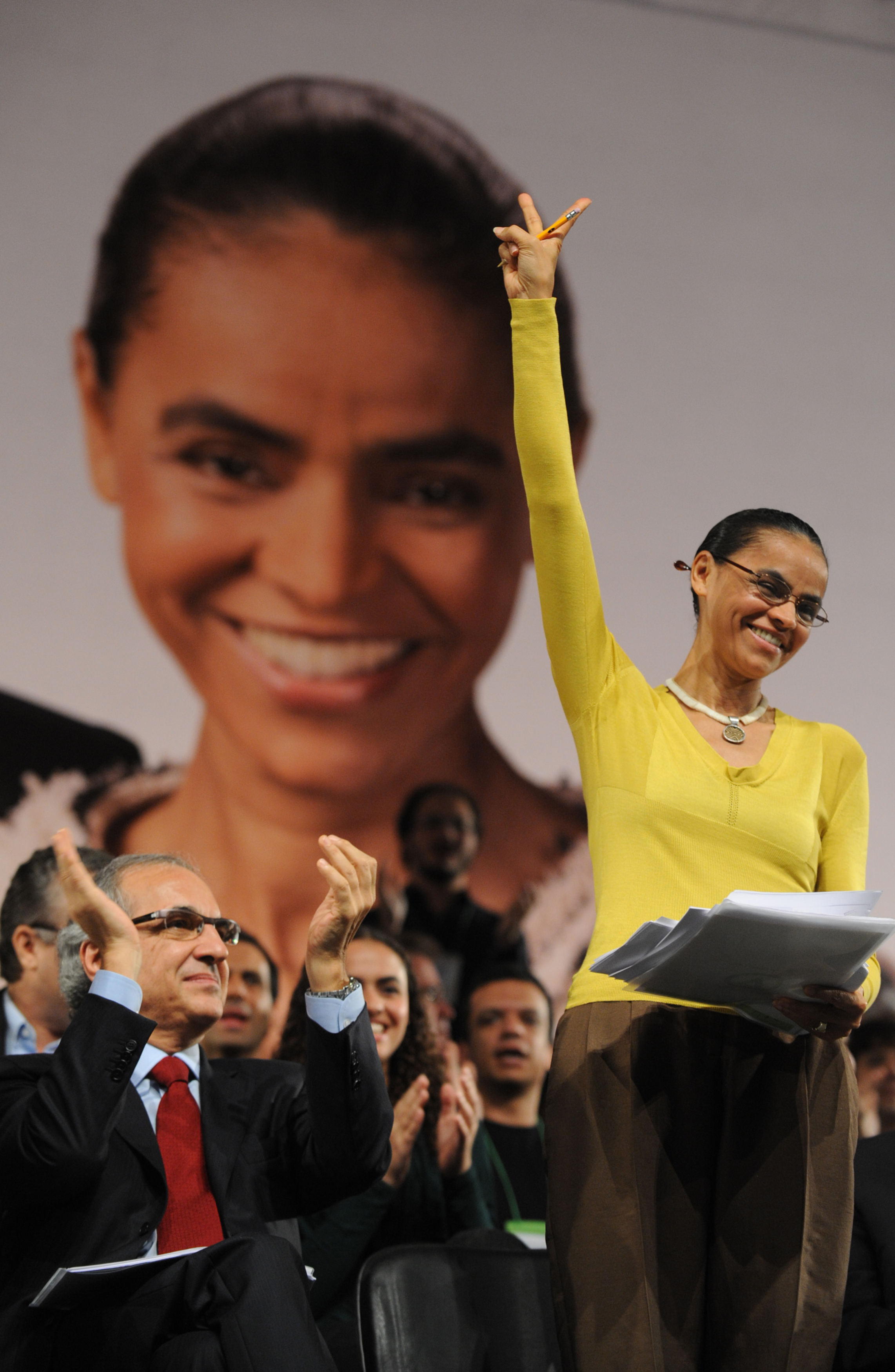
Maria Osmarina Marina Silva Vaz de Lima

V roce 2007 obdržela Sophiinu cenu, kterou uděluje Jostein Gaarder lidem bojujícím za záchranu životního prostředí. Byla také poctěna právem nést olympijskou vlajku při slavnostním zahájení olympiády v Londýně. Je věřící evangelikálkou, odmítá legalizaci potratů.